# Maria Baptista dos Santos Guardiola
Maria Baptista dos Santos Guardiola (* 13. Januar 1895 in Bragança, Sé; † 27. September 1987 in São Sebastião da Pedreira, Lissabon) war eine portugiesische Mathematiklehrerin und Politikerin zur Zeit des Estado Novo, die unter anderem ab 1934 in die ersten Legislaturperioden der Nationalversammlung gewählt wurde und eine der ersten portugiesischen Frauen war, die einen Parlamentssitz innehatte. Sie hatte einen Abschluss in Mathematik von der Universität Coimbra und war Lehrerin und Rektorin des Gymnasiums Maria Amália Vaz de Carvalho sowie Mitglied des Conselho Superior de Instrução Pública („Oberster Rat für das öffentliche Schulwesen“). Ideologisch stand sie den Idealen des Estado Novo nahe und diente als nationale Beauftragte der Mocidade Portuguesa Feminina, einer Organisation, die sie mehr als drei Jahrzehnte lang leitete, sowie als Vizepräsidentin der Obra das Mães pela Educação Nacional.

## Leben
Guardiola wurde als Tochter von António Augusto dos Santos Guardiola, einem Beamten, und Maximina Rosa de Mendonça, einer Hausangestellten, beide aus Bragança, geboren.
Sie schloss ein Studium der Mathematik an der Fakultät für Naturwissenschaften der Universität Coimbra ab. Seit 1920 war sie Gymnasiallehrerin und unterrichtete an den Gymnasien Infanta D. Maria (Coimbra), Almeida Garrett (Lissabon), Carolina Michäelis (Porto) und Maria Amália Vaz de Carvalho (Lissabon), wo sie von 1928 bis 1946 Direktorin war. Im Jahr 1949 war sie die erste Direktorin des Liceu Rainha D. Leonor.
Sie war eine prominente Unterstützerin der Revolution des Estado Novo und des Salazarismus und gehörte zu den Gründungsmitgliedern der Obra das Mães pela Educação Nacional, der Frauenorganisation des Estado Novo. Sie wurde dort Vizepräsidentin, obwohl sie ledig und kinderlos war. Vom 8. Dezember 1937 bis zum 21. Dezember 1968, als sie auf eigenen Wunsch entlassen wurde, war sie nationale Kommissarin der Jugendorganisation Mocidade Portuguesa Feminina und arbeitete an deren Monatszeitschrift Mocidade Portuguesa Feminina: boletim mensal mit (1939–1947).
1934 war sie eine von drei Frauen, die von der Nationalen Union eingeladen wurden, sich in die Einheitsliste der Kandidaten für die Abgeordneten der ersten Legislaturperiode der neu geschaffenen Nationalversammlung des Estado Novo einzureihen. Die Wahl fand im Dezember 1934 statt, und für drei Legislaturperioden (1935–1945) war sie neben Domitila de Carvalho und Maria Cândida Parreira eine der ersten drei weiblichen Abgeordneten Portugals. Sie war Mitglied des Obersten Rates für das öffentliche Schulwesen (Conselho Superior de Instrução Pública).
Am 11. April 1931 wurde sie in den Rang eines Comendador des Ordem da Instrução Pública erhoben, am 25. Januar 1939 in den Rang eines Großoffiziers und am 2. Januar 1967 in den Rang einer Großkreuzträgerin. 1972 wurde sie zum Mitglied des Ordensrates ernannt.
Über ihr Privatleben ist wenig bekannt, und sie hat keine schriftlichen Werke zu ihren pädagogischen Ansichten hinterlassen. Ausnahme sind ihre beiden akademischen Arbeiten: die Diplomarbeit O Ensino da Aritmética nos Liceus („Der Unterricht der Arithmetik in den Gymnasien“) und die Dissertation über Kegelschnitte, Estudo das secções Cónicas. Was man weiß, stammt aus dem, was über sie geschrieben worden ist, aus ihren Reden als Rektorin, als Leiterin der Organisationen, mit denen sie verbunden war, in der Nationalversammlung und auch aus einigen der Artikel, die sie für Zeitschriften schrieb.
Guardiola starb am im Alter von 92 Jahren in Lissabon.